# أوهرسكه هراديشتيه
أوهرسكه هراديشتيه (بالتشيكية: Uherské Hradiště) هي بلدة في إقليم زلين في جمهورية التشيك، وهي مركز مقاطعة أوهرسكه هراديشتيه.
يبلغ عدد سكان هذه البلدة 25,287 حسب إحصاء في سنة 2015.

## توأمة
لأوهرسكه هراديشتيه اتفاقيات توأمة مع كل من:
- ترنتشين
- بلدة بيفيرنو

## أعلام
- ميروسلاف كادليتس
- بيتر نيكاس
- لاديسلاف كون
- ميخال تابارا
- فيرا سوكوفا

## اقرأ أيضاً
- مقاطعة أوهرسكه هراديشتيه